# Як це почалося
Як це почалося: Путівник Всесвітом для мандрівника в часі (англ. How It Began: A Time Traveler's Guide to the Universe) — науково-популярна книга астронома Кріса Імпі, яка обговорює історію Всесвіту, від найближчого Всесвіту до Великого вибуху. Вона була опублікована WW Norton & Company — у твердій обкладинці у 2012 році та у м'якій палітурці у 2013 році. Це приквел до його книги 2010 року «Як це закінчується: від вас до Всесвіту», в якій він розповідає, як у майбутньому усе має закінчитися — людство, Земля й, нарешті, сам Всесвіт.

## Зміст
Книга розповідає про походження всього від Місяця до Всесвіту. Скінченна швидкість світла та безмежний космос перетворюють сучасні великі телескопи на машини часу, а астрономів — на мандрівників у часі. Вдивлятись у космос — значить дивитися назад у час. У кожному розділі є віньєтки, які поміщають читача у дедалі незнайоміші фізичні ситуації. Книга має вебсайт, що містить джерела з кожної головної теми.
Перша третина книги стосується найближчого Всесвіту. Подорож починається з Місяця та його формування внаслідок зіткнення з новонародженою Землею іншого зародка планети. Наступною зупинкою є зовнішня частина Сонячної системи та дивовижний процес, завдяки якому частинки пилу перетворюються на планети. Найближча зоря — це місце, де розглянуто зореутворення. За нею йде туманність Оріона, де утворюється багато молодих зір. Останньою зупинкою у близькому Всесвіті є центр нашої Галактики, місце розташування чорної діри, в чотири мільйони разів важчої за Сонце.
Друга третина книги розглядає віддалений всесвіт. Галактику Андромеди видно такою, якою вона була до того, як люди еволюціонували на африканських рівнинах, а далекі галактики видно із затримкою на ще більші проміжки часу. Наступна зупинка — величезне скупчення галактик Волосся Вероніки, рій тисяч галактик, гравітаційно зв'язаних завдяки невидимій темній матерії. Цей розділ продовжується відвідуванням галактик, в яких зорі утворилися задовго до утворення Землі, і закінчується епохою, коли близько 13,6 млрд років тому (за 200 млн років після Великого вибуху) у Всесвіті утворилися перші зорі.
Остання третина книги розповідає про інопланетний всесвіт. Мікрохвильове фонове випромінювання є пережитком часу, коли вперше утворилися стабільні атоми та «розвіявся туман» у новонародженому Всесвіті. Починаючи з часів, коли Всесвіт був гарячим, як ядро зірки, Великий вибух проявляється у створенні гелію. Останні розділи книги переходять у сферу спекуляцій, з описом крихітної асиметрії в силах природи, яка призвела до крихітного надлишку матерії над антиматерією, раннього експоненціального розширення, яке зрівняло простір-час, і ідеї Всесвіту як однієї квантової події серед багатьох.

## Відгуки
Книга «Як це почалося» отримала схвальні відгуки. У статті в Wall Street Journal Манджіт Кумар писав: «Чіткою, натхненною та інколи ліричною прозою містер Імпі проводить читача в захопливу екскурсію крізь віки, зупиняючись по дорозі, щоб пояснити формування Сонячної системи, народження та смерть зір, білих карликів, наднових, спіральних галактик, космічної інфляції, теорії струн, чорних дір і М-теорію». Журнал Maclean's зазначає: «З таким напруженням творчих письменницьких м'язів Імпі „Як це почалося“ майже стає науково-фантастичним романом. Але коли він описує те, що ми справді знаємо про Всесвіт — і питання, над якими ми міркуємо — це навіть неймовірніше, ніж будь-що, що може вигадати письменник-фантаст». Письменник-фантаст Бен Бова сказав: «Кріс Імпі досяг майже неможливого: точний, сучасний опис „стану Всесвіту“, розказаний захопливими людськими словами. Велике досягнення й „обов'язкова для прочитання“ книга». Kirkus Reviews завершив свою рецензію словами: «Прониклива подорож космосом з умілим учителем».